# Hōjō Sadaaki
Hōjō Sadaaki (北条貞顕?   1278-4 de julio de 1333)

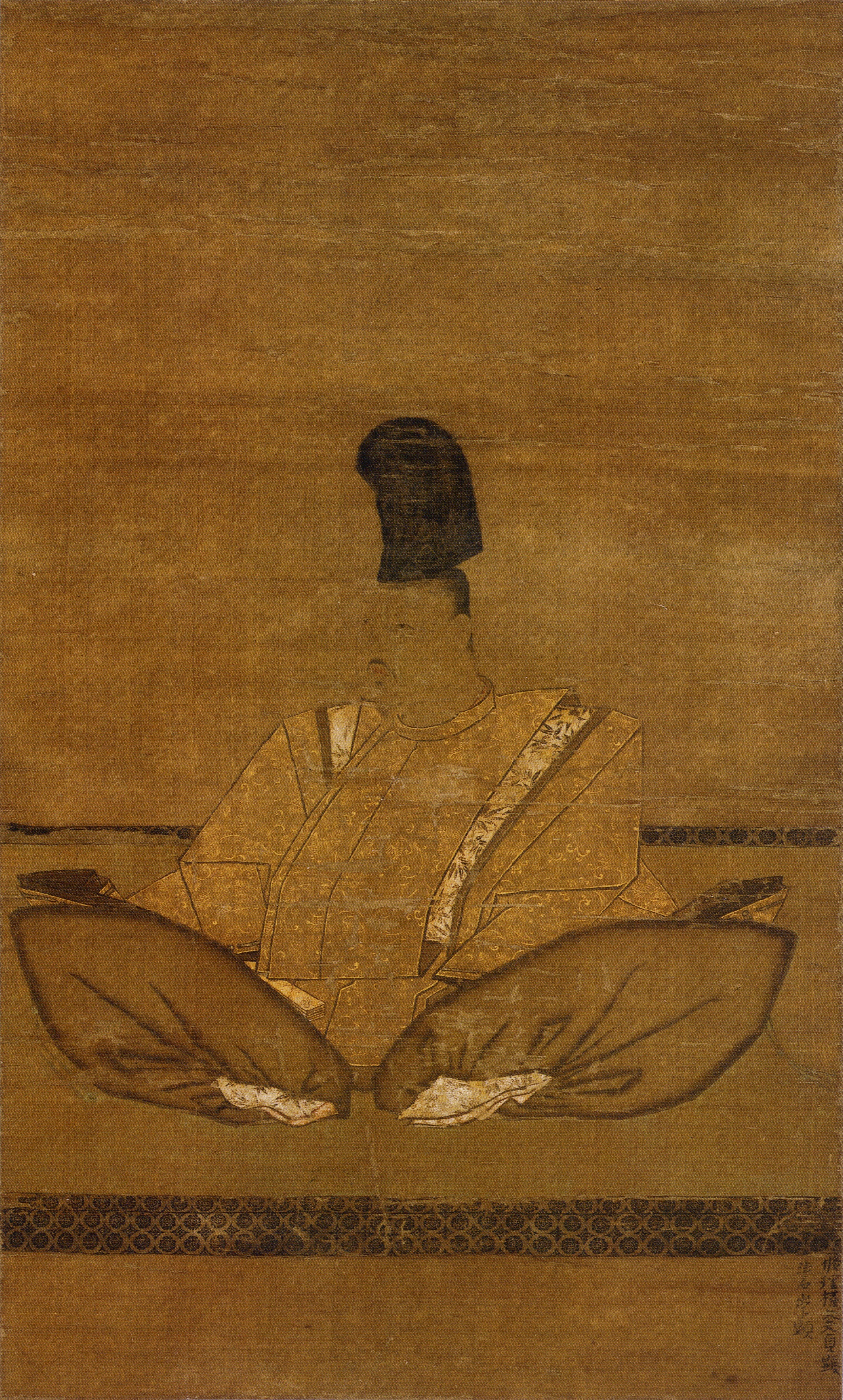
Retrato de Hōjō Sadaaki (Tesoro Nacional de Japón)

fue un shikken (regente), rensho (asistente del regente) y Rokuhara Tandai (jefe policial y judicial) que vivió en los últimos años del shogunato Kamakura.
Tras la caída del shogunato Kamakura en 1333, donde el clan Hōjō perdió su poder político, Sadaaki decidió suicidarse.